# Castillo de la Coracera
El castillo de la Coracera está situado en el municipio español de San Martín de Valdeiglesias, en el extremo suroccidental de la Comunidad de Madrid. También es conocido como castillo de San Martín de Valdeiglesias.

## Descripción

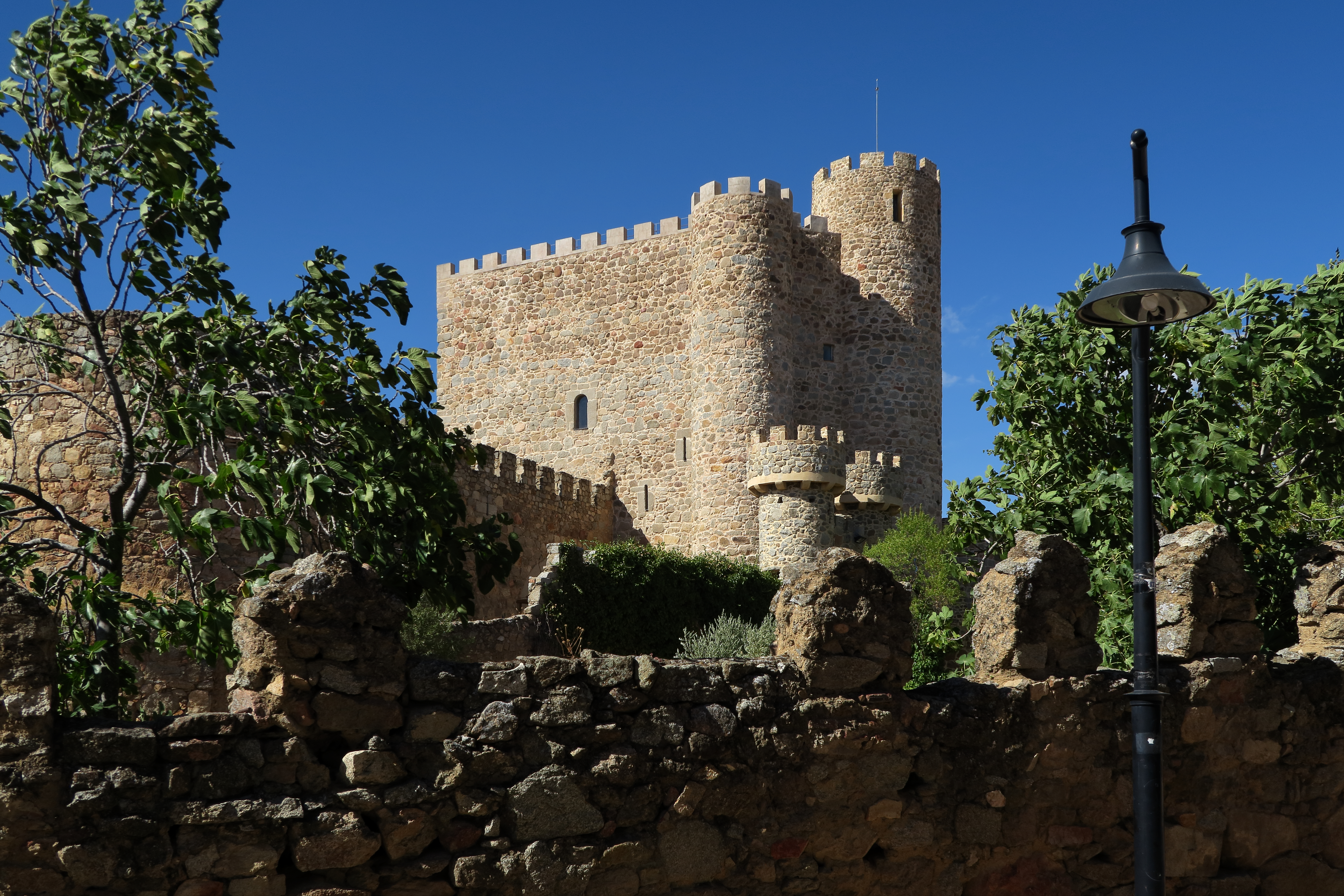
Vista del castillo

Esta fortaleza, construida en el siglo XV, se encuentra en un buen estado de conservación, como consecuencia de varias obras de rehabilitación, emprendidas hacia 1940 y en los primeros años del siglo XXI.
Su propiedad corresponde a la Fundación Castillo de la Coracera, constituida en el año 2003. Esta entidad, formada por el Ayuntamiento de San Martín de Valdeiglesias y un particular, está rehabilitando el edificio para su uso público. En él se va a instalar el Museo de los Vinos de Madrid y está previsto que albergue otras dependencias, destinadas a la difusión turística y cultural de la zona.
La denominación «de la Coracera» proviene de uno de sus antiguos propietarios, Antonio Corcuera, cuyo apellido habría degenerado con el paso del tiempo. Fue una errata en un folleto publicitario de los años setenta la que dio origen a su actual nombre.

## Historia

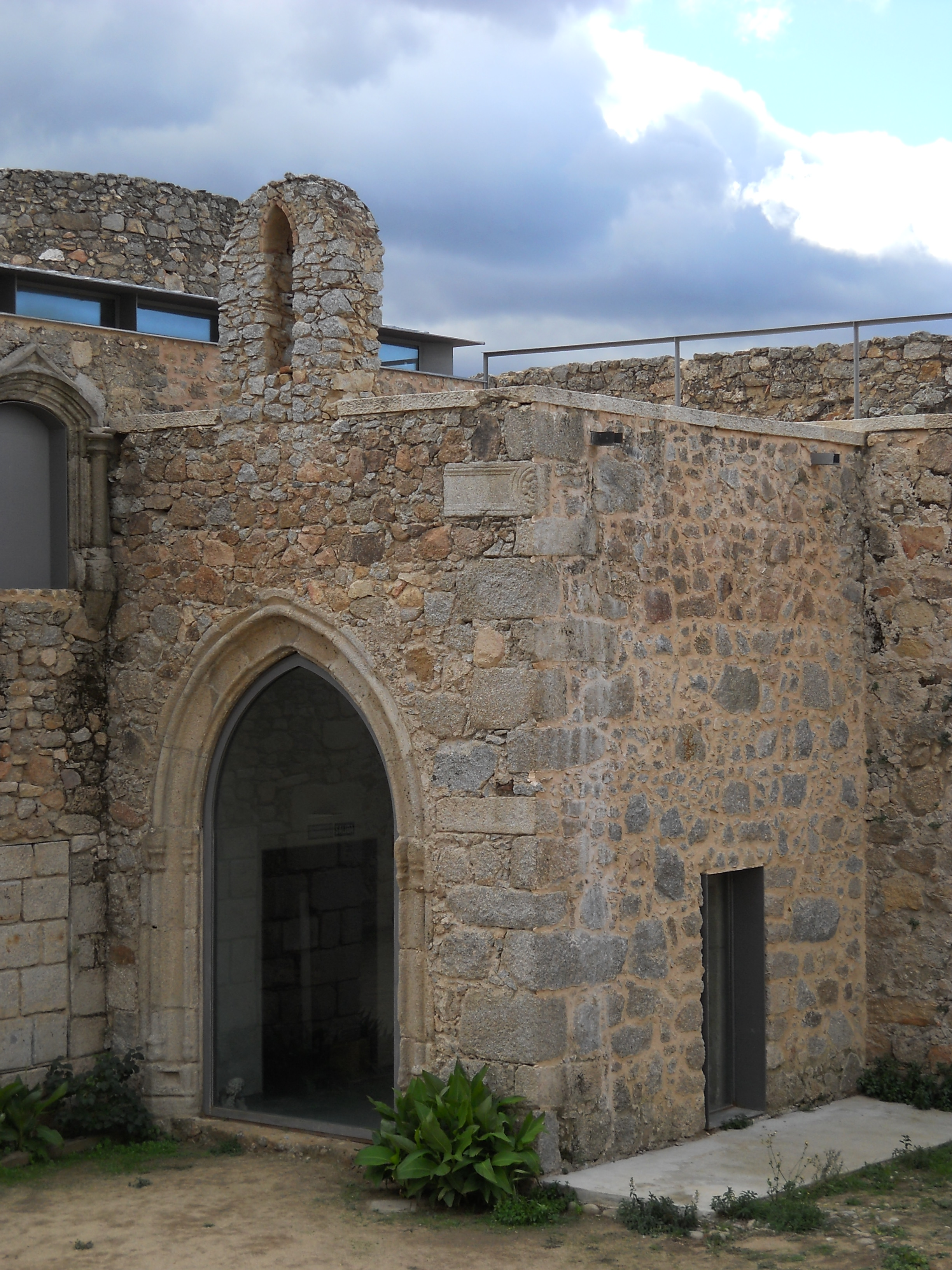
Capilla

El castillo de la Coracera fue mandado levantar por Álvaro de Luna en el siglo XV, como residencia y pabellón de caza. No obstante, existen referencias de una construcción anterior, que datan de tiempos de Alfonso VIII de Castilla, en los siglos XII y XIII.
Además de por Álvaro de Luna y sus herederos, la fortificación ha sido utilizada por distintas personalidades históricas, entre las que destaca la reina Isabel la Católica, que residió en ella cuando fue proclamada heredera de la Corona de Castilla.
El castillo fue primeramente posesión señorial y posteriormente real. En el siglo XIX, quedó en manos del barón del Sacro Lirio, que lo utilizaba a efectos recreativos y cinegéticos. Durante la guerra civil española el general Kindelán instala su estado mayor en el castillo, con un potente equipo de transmisión en la torre del homenaje. Durante la batalla de Brunete el castillo se convierte en un albergue para las fuerzas alemanas de aviación, la legión Cóndor. En 1949 el castillo pasa a estar protegido por el estado, siendo declarado Monumento Histórico Artístico. En 1985 pasa a ser un bien interés cultural (B.I.C) en la categoría de monumento. En este mismo año tras la extraña muerte del último propietario, el castillo quedó sin dueño hasta su adquisición en 2003 por el Ayuntamiento de San Martín de Valdeiglesias.

## Características

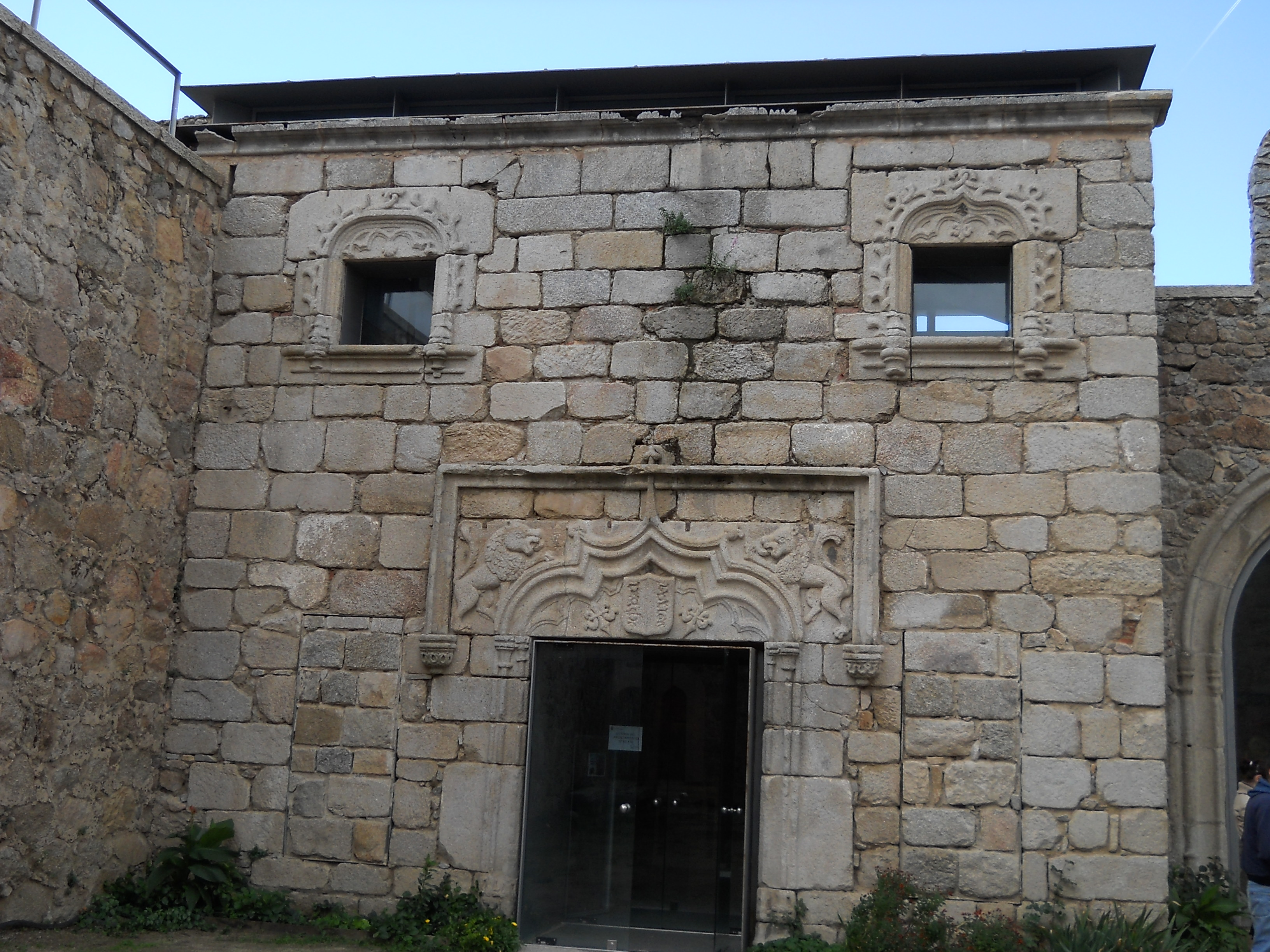
Dependencias en el interior del castillo

La fortaleza está construida en piedra berroqueña. Es de planta cuadrada y se articula alrededor de tres grandes volúmenes, de forma circular, sobre los que destacan la torre del homenaje y una torre que hace la función de albarrana. El conjunto está rodeado de una barbacana, de unos cuatro metros de altura, situada a unos cinco metros de distancia del núcleo principal.
La torre del homenaje, de sólido aspecto, tiene forma pentagonal y presenta tres garitones. A sus pies se sitúa la puerta de acceso, formada por dovelas de granito, de medio punto.
Todo el conjunto se encuentra almenado. Las almenas fueron incorporadas en una de las restauraciones efectuadas en el siglo XX.
En lo que respecta al interior, el patio de armas es el punto de distribución de las diversas dependencias, entre las que sobresalen la capilla y la bodega.